# Кара-Чумыш (река)
Кара-Чумыш — река в Кемеровской области России. Сливаясь с Томь-Чумышом, образует реку Чумыш в 644 км от её устья. Длина реки 173 км. Площадь водосборного бассейна — 970 км². На реке сооружено Кара-Чумышское водохранилище.
Высота устья — 290,5 м над уровнем моря.

## Бассейн
- устье
- Зыкова (пр)
- Берёзовая (лв)
- Спиченкова (лв)
- Крутиха (пр)
- Тереш (лв)
- Белая (пр)
- Афонин Ключ (лв)
- Каменушка (пр)
- Осинники (лв)
- Ребровый (лв)
- 36 км: Егос (лв, длина — 17 км[4])
- Сырулиха (пр)
- Спиченка (пр)
- Какарша (пр)
- Чистугаш (пр)
- Белая (лв)
- Упаса (лв)
- Чёрная (лв)
- Керлегеш (лв)
- Корчеяк (пр)
- Кармак (лв)
- Инчереп (пр) (24 км)
  - Бердюшиха
- Лесной (пр)
- Зеленуха (лв)
- Падерик (пр)
- Братиха (лв)
- Крутая (лв)
- Сосновая Согра (пр)
- Долгий (лв)
- Инчереп (пр)
  - Прямой Инчереп (лв)
  - Кривой Инчереп (пр)
- Тигень (лв)
- Еловка (лв)
- Чёрный Ключ (пр)
- Казанка (пр)
  - Пороховой (лв)
  - Тербезинка (пр)
- Еловка (лв)
- Оселковский Ключ (лв)
- Каменная (пр)
- Угловая (пр)
  - Малая Угловичка (пр)
- Таловка (пр)
- Прямой Чумыш (пр)
- исток

## Данные водного реестра
По данным государственного водного реестра России относится к Верхнеобскому бассейновому округу, водохозяйственный участок реки — Чумыш, речной подбассейн реки — Обь от впадения Чулыма без Томи. Речной бассейн реки — (Верхняя) Обь до впадения Иртыша.